# Rø Sogn
Rø Sogn er et sogn i Bornholms Provsti (Københavns Stift).
I 1800-tallet var Rø Sogn et selvstændigt pastorat. Det hørte til Nørre Herred i Bornholms Amt. Rø sognekommune blev ved kommunalreformen i 1970 indlemmet i Allinge-Gudhjem Kommune, der i 2003 indgik i Bornholms Regionskommune.
I Rø Sogn ligger Rø Kirke.
I sognet findes følgende autoriserede stednavne:
- Bøgeskoven (bebyggelse)
- Bådsted (bebyggelse)
- Døndal (areal)
- Helligdommen (areal)
- Klømperne (areal)
- Lindeskov (bebyggelse)
- Nørre Borgedal (areal)
- Rø (bebyggelse, ejerlav)
- Rø Plantage (areal)
- Røbro (bebyggelse)
- Røsted (bebyggelse)
- Spellingemosen (bebyggelse) I visse sammenhænge kaldet Spellinge Mose
- Stammershalle (bebyggelse)
- Stenby (bebyggelse)
- Sønder Borgedal (areal)